# Лодерхилл
Лодерхилл (англ. Lauderhill) — город в округе Брауард, штат Флорида, США. Является главным городом агломерации Майами. По данным переписи 2020 года, население города составляло 74 482 человека.

## Этимология
Изначально проект, который впоследствии стал известен как Лодерхилл, планировалось назвать «Саннидейл», но Уильям Сафайр, друг застройщика Герберта Садкина, убедил его передумать. Сафайр посчитал, что «Саннидейл» похоже на название района в Бруклине. Садкин сказал, что в новом городе нет холмов, на что Сафайр ответил: «Возможно, в Форт-Лодердейле тоже нет долин!» В результате этого обсуждения и появилось название «Лодерхилл». В итоге проект разросся и стал называться городом  Лодерхилл.

## История
Лодерхилл был одним из двух проектов (второй в Нью-Йорке), которые изначально были реализованы в виде готовых архитектурных проектов, доступных широкой публике в универмаге Macy's. Дома, спроектированные Эндрю Геллером, демонстрировались на выставке «Типичные американские дома» в Москве. После группы из примерно 200 домов, построенных в Монтоке, штат Нью-Йорк, в 1963 и 1964 годах, тот же застройщик, Герберт Садкин из нью-йоркской компании All-State Properties повторил свой успех, построив серию аналогичных домов во Флориде, назвав этот проект Лодерхиллом.